# Mišel Matičević

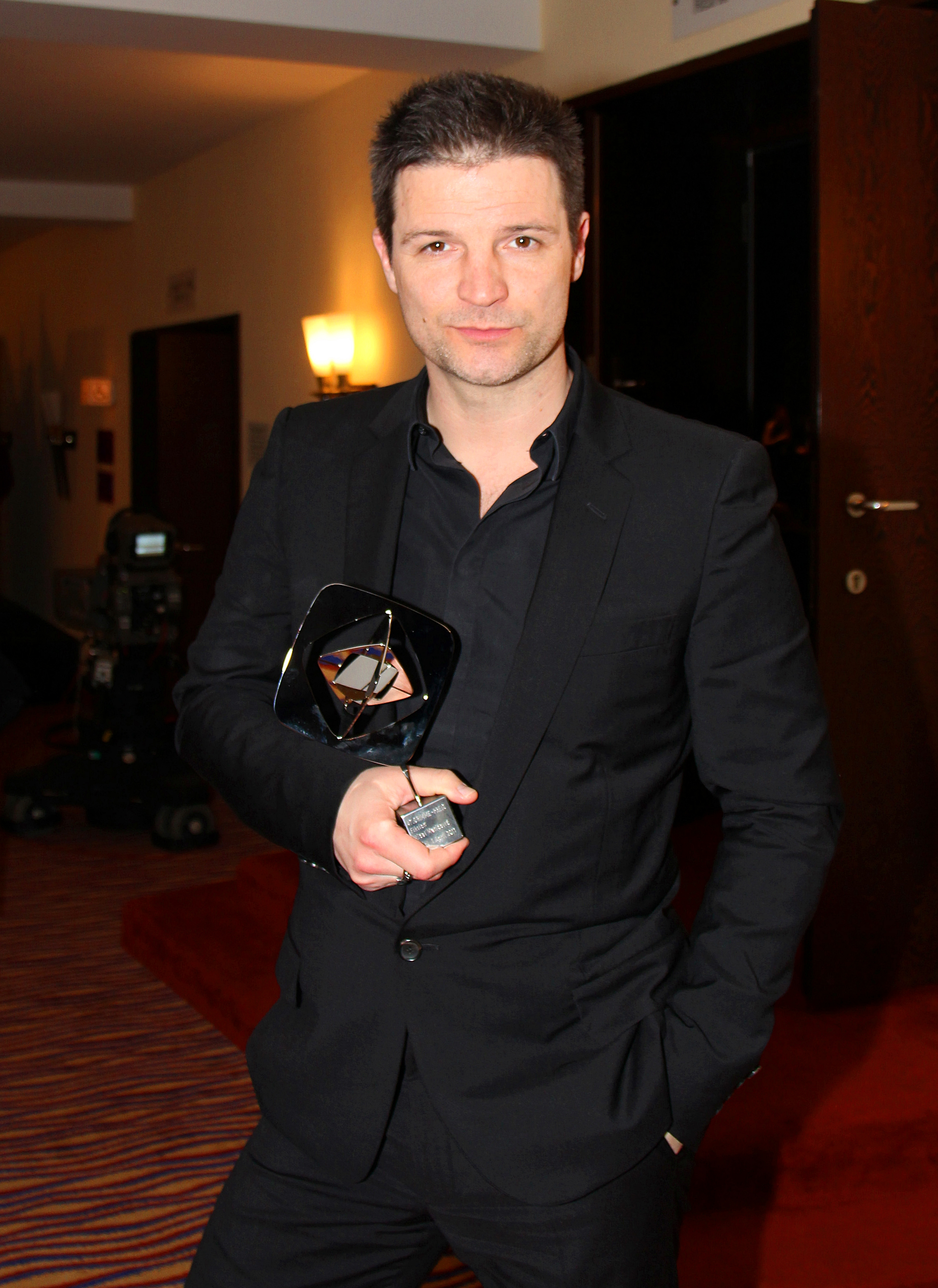
Matičević bei der Grimme-Preisverleihung 2011

Mišel Matičević [miˈʃɛl maˈtitʃɛvitɕ] (* 28. Juli 1970 in West-Berlin) ist ein kroatisch-deutscher Schauspieler.

## Leben
Mišel Matičević wurde als Sohn einer kroatischen Gastarbeiterfamilie in West-Berlin geboren. Er wuchs im Ortsteil Gropiusstadt auf und besuchte dort die Grundschule am Regenweiher. Im Alter von 16 Jahren erhielt er die deutsche Staatsangehörigkeit. Matičević studierte von 1994 bis 1998 an der Hochschule für Film und Fernsehen „Konrad Wolf“, Potsdam-Babelsberg. Von 1996 bis 1999 spielte er unter anderem am Berliner Ensemble, am Deutschen Theater Berlin und am Kleist-Theater in Frankfurt (Oder).
In einem Interview mit dem Arte Magazin vom August 2022 kritisierte Mišel Matičević, dass er in Wikipedia als ‚deutscher Schauspieler kroatischer Abstammung‘ bezeichnet wurde. Er sei erst einmal Schauspieler, ob kroatisch oder deutsch, das sei egal. Wenn er auf seine Identität angesprochen werde, so sei er Kroate „und das von Geburt an!“.

## Film- und Fernsehrollen
Seit 1996 war Matičević in diversen Krimiserien wie Tatort, Alarm für Cobra 11 – Die Autobahnpolizei, Kommissar Rex und Das Duo in Nebenrollen zu sehen. Darüber hinaus spielte er die Hauptrolle in den Kinofilmen Lost Killers und Hotte im Paradies und wirkte in den Fernsehfilmen Sehnsucht, Blackout – Die Erinnerung ist tödlich, Zodiak und Kalter Frühling mit. 2006 spielte Matičević in der internationalen Produktion The Company über die CIA einen ungarischen Dichter und Anführer des ungarischen Volksaufstands von 1956. 2007 wurden die Dreharbeiten an den Fernsehfilmen Todesautomatik über den DDR-Regimegegner Michael Gartenschläger und Das Gelübde, in dem er den Dichter Clemens Brentano verkörpert, der Anna Katharina Emmerick – einer stigmatisierten Nonne – begegnet, abgeschlossen. Weitere Hauptrollen übernahm er in Eine Stadt wird erpresst und der Verfilmung von Frank Schätzings Roman Die dunkle Seite. 2008 drehte Mišel Matičević bereits zum fünften Mal unter der Regie von Dominik Graf: Neben Marie Bäumer und Max Riemelt stand er für das zehnteilige Familiendrama Im Angesicht des Verbrechens vor der Kamera. In der Kinoproduktion Hangtime übernahm er eine der beiden Hauptrollen. 2009 war er in der Neuverfilmung von Effi Briest an der Seite von Julia Jentsch und Sebastian Koch auf der Kinoleinwand zu sehen.
In der Fernsehserie Babylon Berlin war er als Edgar Kasabian zu sehen. Er verkörperte in der 2020 veröffentlichten Mini-Serie Oktoberfest 1900 die Hauptrolle des Curt Prank.
Als Synchronsprecher lieh Matičević 2002 Marton Csokas (Yorgi) in dem Film xXx – Triple X seine Stimme.

## Filmografie (Auswahl)
- 1996: Müde Weggefährten (Regie: Zoran Solomun)
- 1998: Straßensperre (Kurzfilm, Regie: Carsten Fiebeler)
- 1998: Tatort: Berliner Weiße (Fernsehreihe, Regie: Berno Kürten)
- 1998: Wolffs Revier – Der kleine Tod (Fernsehserie, Regie: Bernhard Stephan)
- 1998: Lisa Falk – Eine Frau für alle Fälle – Zeugin der Anklage (Regie: Rüdiger Nüchtern)
- 1999: Der Rächer der Entwurzelten (Kurzfilm, Regie: Christian Schidlowski)
- 1999: Schwarz greift ein – Schlag auf Schlag (Fernsehserie, Regie: Kai Borsche)
- 1999: Wege in die Nacht (Regie: Andreas Kleinert)
- 2000: Gierig (Regie: Oskar Roehler)
- 2000: Lost Killers (Regie: Dito Tsintsadze)
- 2000: Schimanski – Tödliche Liebe (Fernsehserie, Regie: Andreas Kleinert)
- 2000–2001: Die Cleveren (Fernsehserie, zwei Folgen, Regie: Axel de Roche)
- 2001: Ob sie wollen oder nicht (Kurzfilm, Regie: Stephan Rick)
- 2001: Sängerknaben (Kurzfilm, Regie: Frank D. Müller)
- 2001: HeliCops – Einsatz über Berlin – Schneekönig und Samurai (Fernsehserie, Regie: Peter Claridge)
- 2002: Detective Lovelorn und die Rache des Pharao (Regie: Thomas Frick)
- 2002: Das Duo – Im falschen Leben (Fernsehreihe, Regie: Connie Walther)
- 2002: Das Duo – Tod am Strand (Regie: René Heisig)
- 2002: Lassie (Kurzfilm, Regie: Sinan Akkuş)
- 2002: Operation Rubikon (Fernsehfilm, Regie: Thomas Berger)
- 2002: Hotte im Paradies (Fernsehfilm, Regie: Dominik Graf)
- 2003: Die Eltern der Braut (Fernsehfilm, Regie: Christine Hartmann)
- 2003: Doppelter Einsatz – Einer stirbt immer (Fernsehserie, Regie: Christian von Castelberg)
- 2003: Kommissar Rex – Ettrichs Taube (Fernsehserie, Regie: Gerald Liegel)
- 2003: Alarm für Cobra 11 – Die Autobahnpolizei – Familienbande (Fernsehserie, Regie: Carmen Kurz)
- 2003: Rotlicht – Im Dickicht der Großstadt (Fernsehfilm, Regie: Sigi Rothemund)
- 2004: Baal (Fernsehfilm, Regie: Uwe Janson)
- 2004: Das Zimmermädchen und der Millionär (Fernsehfilm, Regie: Andreas Senn)
- 2004: SOKO Leipzig – Die Tote aus Riga (Fernsehserie, Regie: Patrick Winczewski)
- 2004: Heimkehr (Regie: Damir Lukačević)
- 2004: Kalter Frühling (Fernsehfilm, Regie: Dominik Graf)
- 2004: Sehnsucht (Fernsehfilm, Regie: Ciro Cappellari)
- 2005: Mit Herz und Handschellen – Bombige Aussichten (Fernsehserie, Regie: Andreas Prochaska)
- 2005: Die Luftbrücke – Nur der Himmel war frei (Fernsehfilm, Regie: Dror Zahavi)
- 2005: Emilia – Familienbande (Fernsehfilm, Regie: Tim Trageser)
- 2005: Emilia – Die zweite Chance (Fernsehfilm, Regie: Tim Trageser)
- 2005: K3 – Kripo Hamburg – Fieber (Fernsehserie, Regie: Friedemann Fromm)
- 2005: Stürmisch verliebt (Fernsehfilm, Regie: Josh Broecker)
- 2005: Abschnitt 40 – Zechanschlussraub (Fernsehserie, Regie: Andreas Senn)
- 2006: Blackout – Die Erinnerung ist tödlich (Miniserie, Regie: Peter Keglevic, Hans-Günther Bücking)
- 2006: Dornröschen erwacht (Fernsehfilm, Regie: Elmar Fischer)
- 2006: Eine Stadt wird erpresst (Fernsehfilm, Regie: Dominik Graf)
- 2007: Das Gelübde (Fernsehfilm, Regie: Dominik Graf)
- 2007: Die dunkle Seite (Fernsehfilm, Regie: Peter Keglevic)
- 2007: Tatort: Bienzle und die große Liebe (Regie: Hartmut Griesmayr)
- 2007: Die Todesautomatik (Fernsehfilm, Regie: Niki Stein)
- 2007: The Company (Miniserie, Regie: Ridley Scott)
- 2007: Zodiak – Der Horoskop-Mörder (Miniserie, Regie: Andreas Prochaska)
- 2008: Im Winter ein Jahr (Regie: Caroline Link)
- 2009: Effi Briest (Regie: Hermine Huntgeburth)
- 2009: Hangtime – Kein leichtes Spiel (Regie: Wolfgang Groos)
- 2010: Die Hebamme – Auf Leben und Tod (Fernsehfilm, Regie: Dagmar Hirtz)
- 2010: Im Angesicht des Verbrechens (Fernsehserie, Regie: Dominik Graf)
- 2010: Im Schatten (Regie: Thomas Arslan)
- 2011: Nachtschicht – Ein Mord zu viel (Fernsehreihe, Regie: Lars Becker)
- 2011: Tatort: Auskreuzung (Regie: Torsten C. Fischer)
- 2011: Kokowääh (Regie: Til Schweiger)
- 2011: Polizeiruf 110: Blutige Straße (Fernsehreihe, Regie: Dror Zahavi)
- 2011: Die Abstauber (Fernsehfilm, Regie: Wolfgang Murnberger)
- 2011: Dreileben – Komm mir nicht nach (Fernsehfilm, Regie: Dominik Graf)
- 2012: Schnell ermittelt (Fernsehserie, Regie: Andreas Kopriva und Michael Riebl)
- 2012: My Beautiful Country – Die Brücke am Ibar (Regie: Michaela Kezele)
- 2012: Geisterfahrer (Fernsehfilm, Regie: Lars Becker)
- 2012: In den besten Familien (Fernsehfilm, Regie: Rainer Kaufmann)
- 2012: Lösegeld (Fernsehfilm, Regie: Stephan Wagner)
- 2013: Tatort: Aus der Tiefe der Zeit (Regie: Dominik Graf)
- 2013: Beste Bescherung (Fernsehfilm, Regie: Rainer Kaufmann)
- 2013–2017: Die Chefin (Fernsehserie, drei Folgen, Regie: Florian Kern)
- 2014: Zorn – Tod und Regen (Fernsehreihe, Regie: Mark Schlichter)
- 2014: Der letzte Bulle (Fernsehserie, drei Folgen)
- 2014: Wir waren Könige (Regie: Philipp Leinemann)
- 2015: Schuld nach Ferdinand von Schirach – DNA (Fernsehserie, Regie: Hannu Salonen)
- 2015: Tatort: Ihr werdet gerichtet (Regie: Florian Froschmayer)
- 2015: Süßer September (Fernsehfilm, Regie: Florian Froschmayer)
- 2016: Operation Zucker: Jagdgesellschaft (Fernsehfilm, Regie: Sherry Hormann)
- 2017: Tatort: Borowski und das Fest des Nordens (Regie: Jan Bonny)
- 2017: Willkommen bei den Honeckers (Fernsehfilm, Regie: Philipp Leinemann)
- seit 2017: Babylon Berlin (Fernsehserie)
- 2017: Brüder (Fernsehfilm, Regie: Züli Aladağ)
- 2018: Tatort: Die Faust (Regie: Christopher Schier)
- 2018: Die Protokollantin (Fernsehserie)
- 2018: Dogs of Berlin (Fernsehserie)
- 2018: Tatort: Friss oder stirb (Regie: Andreas Senn)
- 2020: Exil
- 2020: Oktoberfest 1900 (Fernsehserie)
- 2021: The Billion Dollar Code (Mini-Serie, Regie: Robert Thalheim)
- 2021: Der Rebell – Von Leimen nach Wimbledon (Fernsehfilm, Regie: Hannu Salonen)
- 2022: Lauchhammer – Tod in der Lausitz (Fernsehserie, 6 Folgen)
- 2023: 5 Seasons – eine Reise
- 2024: Verbrannte Erde
- 2025: Oktoberfest 1905

## Theater (Auswahl)
- 1996: Mercedes von Thomas Brasch als Sakko am Berliner Ensemble (Regie: Veit Schubert)
- 1997: Übergewicht, unwichtig, unform von Werner Schwab als Karli am Deutschen Theater Berlin (Regie: Johanna Schall)
- 1998: Im Dickicht der Städte von Bertolt Brecht als Affe am Deutschen Theater Berlin (Regie: Johanna Schall)
- 1998–1999: Woyzeck von Georg Büchner als Tambourmajor am Kleist-Theater Frankfurt (Oder) (Regie: Roland May)
- 1998–1999: Die Verschwörung des Fiesco zu Genua von Friedrich Schiller als Gianettino Doria am Kleist-Theater Frankfurt (Oder) (Regie: Michael Funke)
- 1998–1999: Die Schneekönigin von Jewgeni Schwarz als Kommerzienrat am Kleist-Theater Frankfurt (Oder) (Regie: Volker Herold)
- 1998–1999: Bezahlt wird nicht von Dario Fo als Giovanni am Kleist-Theater Frankfurt (Oder) (Regie: Volker Herold)

## Nominierungen und Auszeichnungen
- 2000: Bester Schauspieler beim Filmfestival Thessaloniki in Lost Killers
- 2005: Nominierung für den Deutschen Fernsehpreis in der Kategorie Bester Schauspieler in Das Zimmermädchen und der Millionär und Hotte im Paradies[3]
- 2008: Deutscher Fernsehpreis in der Kategorie Bester Schauspieler in Das Gelübde, Die dunkle Seite und Todesautomatik[4]
- 2010: Deutscher Fernsehpreis in der Kategorie Besondere Leistung Fiktion für das Ensemble von Im Angesicht des Verbrechens gemeinsam mit Marie Bäumer, Vladimir Burlakov, Alina Levshin, Marko Mandić, Katharina Nesytowa, Max Riemelt und Ronald Zehrfeld.
- 2011: Grimme-Preis für darstellerische Leistung in Im Angesicht des Verbrechens
- 2011: Nominierung für den Deutschen Fernsehpreis 2011 in der Kategorie Bester Schauspieler in Nachtschicht: Ein Mord zu viel
- 2012: Nominierung für den Deutschen Fernsehpreis 2012 in der Kategorie Bester Schauspieler in Lösegeld
- 2020: Günter-Rohrbach-Filmpreis – Darstellerpreis für Exil[5]
- 2020: Preis der deutschen Filmkritik / Bester Schauspieler für Exil
- 2021: Nominierung für den Deutschen Fernsehpreis 2021 in der Kategorie Bester Schauspieler in Oktoberfest 1900
- 2021: Deutscher Fernsehpreis in der Kategorie „Bester Mehrteiler“ für „Oktoberfest 1900“
- 2022: Deutscher Fernsehpreis in der Kategorie „Bester Mehrteiler“ für „The Billion Dollar Code“
- 2022: Nominierung für den Deutschen Fernsehpreis 2022 in der Kategorie Bester Schauspieler in The Billion Dollar Code[6]
- 2024: Angela Award Subtitle Filmfestival Kilkenny - Bester Schauspieler für Verbrannte Erde
- 2025: Nominierung für den Preis der deutschen Filmkritik / Bester Schauspieler für Verbrannte Erde